# Circuito de Guecho 2016
La 31.ª edición del Circuito de Guecho fue una carrera ciclista que se disputó el 31 de julio de 2016 sobre un trazado de 170 kilómetros con inicio y final en Guecho.
La prueba perteneció al UCI Europe Tour 2016 de los Circuitos Continentales UCI, dentro de la categoría 1.1.
La carrera fue ganada por el corredor italiano Diego Ulissi del equipo Lampre-Merida, en segundo lugar Simon Yates (Orica-BikeExchange) y en tercer lugar José Herrada (Movistar Team).